# Ziv Ravitz
Ziv Ravitz (Beër Sjeva, 1976) is een Israëlisch jazzdrummer van de modernjazz. De muzikant, die momenteel in New York woont, wordt beschouwd als de gangmaker van het jonge Israëlische jazzcircuit.

## Biografie
Ravitz, die opgroeide in een familie van muzikanten, begon op jonge leeftijd met muziek maken en leerde piano, gitaar en drums. Op 9-jarige leeftijd concentreerde hij zich op het bespelen van de drums. Hij begon zijn carrière op 13-jarige leeftijd als beroepsmuzikant en speelde zowel rockmuziek als jazz en avant-gardemuziek in verschillende clubs in Be'er Sheva en Tel Aviv. In 1999 werd hij de huisdrummer van de Camelot Jazz Club in Tel Aviv en begeleidde hij gastsolisten uit Europa en de Verenigde Staten. In de zomer van 2000 verhuisde hij naar de Verenigde Staten om jazzcompositie te studeren in Boston, totdat hij in 2004 afstudeerde aan het Berklee College of Music. Daar ontmoette hij Florian Weber en Jeff Denson, met wie hij in 2001 het Trio Minsarah oprichtte.
Hij toerde door Europa met bands als Minsarah, TAQ (met Marcin Masecki en Garth Stevenson), de Nicolas Simion Group, het Iasi Romanian Philharmonic Orchestra en Lee Konitz. Hij speelde ook met Hal Crook, Joe Lovano, Eugene Friesen, Mick Goodrick, Eli Dejibri, James Genus, George Garzone, Ben Monder, Stéphane Kerecki, Ramonna Borthwick, Hadar Noiberg, Christoph Pepe Auer, Yaron Herman, Christoph Irniger, Max Johnson en Zbigniew Wegehaupt.
In 2011 richtte Ravitz samen met pianist Shai Maestro en bassist Jorge Roeder het Shai Maestro Trio op. Met zijn eigen trio en gasten bracht hij in 2019 nog het album No Man Is an Island uit onder zijn eigen naam.

## Prijzen en onderscheidingen
In juni 2003 ontving Ravitz de "Zildjian Scholarship Award". In 2007 stond het debuutalbum van Minsarah op de lijst van de besten van de Preis der deutschen Schallplattenkritik.

## Discografie
- 2006: Florian Weber, Jeff Denson, Ziv Ravitz Minsarah (Enja Records)
- 2008: Lee Konitz & Minsarah: Deep Lee
- 2009: Images from Home (met Avishai Cohen, Omer Klein, Mika Hary)
- 2009: Lee Konitz Live at the Village Vanguard (met Florian Weber, Jeff Denson, Ziv Ravitz; Enja Records)
- 2012: Shai Maestro Trio (met Jorge Roeder; Laborie Jazz)
- 2013: Shai Maestro The Road to Ithaca (met Jorge Roeder; Laborie Jazz)
- 2015: Oded Tzur, Shai Maestro, Petros Klampanis, Ziv Ravitz Translator's Note (Yellowbird)
- 2019: No Man Is an Island (O-Tone Records, met Will Vinson, Nir Felder en Camilla Meza, Gilad Hekselman, Vincent Peirani)[2]